# 22 novembre dans les chemins de fer
22 octobre 22 décembre
Chronologies thématiques
- Croisades
- Sports
- Disney

Cette page concerne les événements qui se sont déroulés un 22 novembre dans les chemins de fer.

## Événements

### XIXesiècle
- 1876. Royaume-Uni : accident ferroviaire en gare de Heeley à Sheffield en Angleterre.
- 1880. Espagne : dissolution de la Sociedad de Caceres a Malpartida y a la frontera portuguesa après absorption de la sociedad del Tajo
- 1880. France : ouverture de la section de Sainte-Gauburge à Gacé, de la ligne Sainte-Gauburge - Mesnil-Mauger.

### XXesiècle
- 1903. France : ouverture[1] de la première section de Les Sorinières à Vieillevigne, de la ligne Les Sorinières - Rocheservière

### XXIesiècle
- X

## Anniversaires

### Naissances
- x

### Décès
- x